# Hōkyōintō

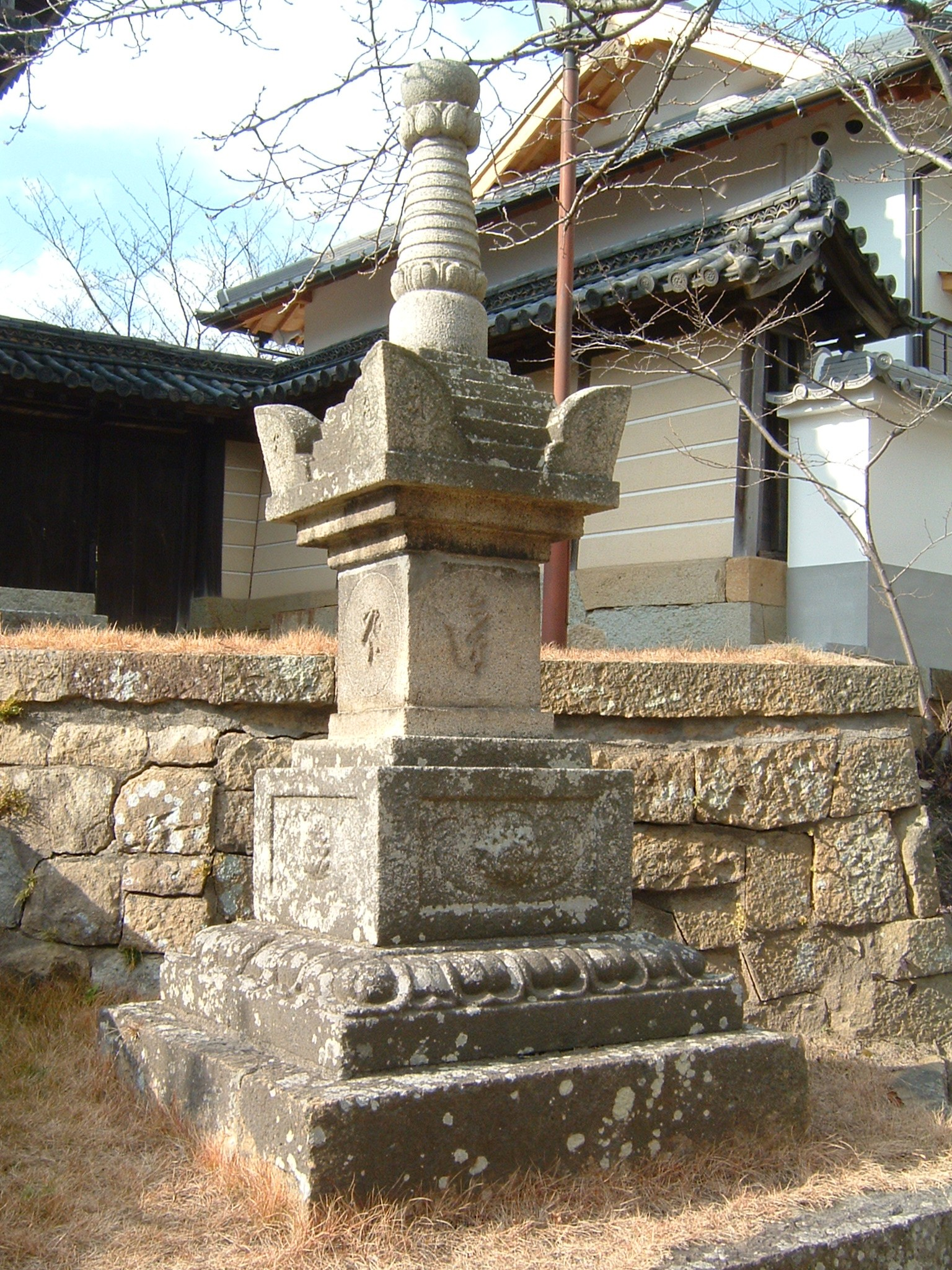
Jikōji (Tempel van het Licht van Mededogen) hōkyōintō

Hōkyōintō (宝筺印塔, 宝篋印塔, ほうきょういんとう), letterlijk Hōkyōin-pagode, de "drie-elementen-stele" of "drie-elementen-pagode" is een type massieve pagode of stoepa. De hōkyōintō werd vanuit India geïntroduceerd in Nepal en via China in Japan. Het is een grotere stenen pagode, zo genoemd omdat deze oorspronkelijk kopieën van de Hōkyōin dharani sūtra bevatte. In de Heianperiode waren hōkyōintō gemaakt van verguld brons of hout, maar in de Kamakuraperiode waren deze pagodes meestal gemaakt van steen en werden ze gebruikt als grafmonumenten.  Het werd oorspronkelijk gebruikt als cenotaaf voor de koning van Wuyue-Qian Liu in China. De drie elementen, waarnaar wordt verwezen, zijn van beneden naar boven de aarde, water en vuur. 

## Samenstelling van dehōkyōintō
De kenmerkende rechthoekige vorm van de hōkyōintō heeft een lage, rechthoekige basis, kiso 基礎. De hōkyōintō is opgebouwd vanuit de sokkel. De sokkel wordt bekroond door een vierkant pagodelichaam, dat vaak een afbeelding in reliëf van de Boeddha of een Sanskriet-karakter draagt. De bovenste verdieping, de paraplu of het dak, is een piramide met vleugelachtige decoratie op de vier hoeken. Tot hier zijn de onderdelen vierkant.
Boven de kasa ondersteunt een omgekeerde ronde komvorm (fukubachi 伏鉢) een ring van lotusblaadjes (ukebana 請花, 受花, 受華, 請華, 請華). Hierop staan de negen ringen (kurin 九 輪), die de schacht vormen (sōrin 相輪). De sōrin ondersteunt nog een lotusblaadjesring (ukebana). Ten slotte zit een 'juweel' in een bol- of uivorm (hōju 宝珠), bovenop deze structuur. 
| Onderdelen van de Japanse hōkyōintō van boven naar beneden |                |                        |  |            |  |                                                                                  |                       |
| —                                                          | Sōrin          | Sōrin                  |  | 相輪       |  | een pinakel op de top van het dak, bestaande uit:                                |                       |
|                                                            | …              | hōju                   |  | 宝珠       |  | het 'juweel'                                                                     |                       |
|                                                            | …              | ukebana                |  | 受花       |  | de 'ontvangende bloem', een krans van lotus-bloemblaadjes                        |                       |
|                                                            | …              | kūrin, hōrin           |  | 空輪, 宝輪 |  | met een meestal oneven aantal ringen                                             |                       |
|                                                            | …              | ukebana                |  | 受花       |  | de 'ontvangende bloem', een krans van lotus-bloemblaadjes                        |                       |
| —                                                          | Fusebachi      | Fusebachi              |  | 伏鉢, 覆鉢 |  | in de vorm van een omgekeerde kom, vertegenwoordigt een stoepa                   |                       |
| 1                                                          | Kasa, yane     | Kasa, yane             |  | 笠, 屋根   |  | vierhoekige 'paraplu' of dak                                                     |                       |
|                                                            | …              | roban                  |  | 露盤       |  | een hoekige of ronde doosvorm op de top van het dak                              |                       |
|                                                            | …              | mimikazari             |  | 耳飾       |  | de kenmerkende vleugels op de hoeken van het dak                                 |                       |
| 2                                                          | Tōshin, dōshin | Tōshin, dōshin         |  | 塔身, 幢身 |  | het pagodelichaam, de zuil, eventueel met inscripties of reliëfs van een boeddha |                       |
| 3                                                          | Kiso           | Kiso                   |  | 基礎       |  | de sokkel                                                                        |                       |
|                                                            | …              | kaeribana, kaeribanaza |  | 反花座     |  | een omgekeerde krans van lotus-bloembladen                                       |                       |
| —                                                          | Kidan          | Kidan                  |  | 基壇       |  | ondergrond, fundering                                                            | ondergrond, fundering |

Aangenomen wordt dat de hōkyōintō als traditie in Japan is begonnen tijdens de Asukaperiode (550–710 AD). Oorspronkelijk werden ze gemaakt van hout en pas tijdens de Kamakuraperiode (1185 – 1333 AD) werden ze in steen gemaakt. Het is ook tijdens deze periode dat ze werden gebruikt als grafmonumenten en cenotaven. In zijn huidige vorm werd de hōkyōintō gemaakt vanaf de Kamakuraperiode. 
Evenals een gorintō, is de hōkyōintō verdeeld in vijf hoofdsecties die de vijf elementen van de Boeddhistische kosmologie vertegenwoordigen. De soetra die het soms herbergt, bevat alle vrome daden van een Tathāgata Boeddha en de gelovigen geloven, dat door voor de hōkyōintō te bidden, hun zonden zullen worden geannuleerd, en tijdens hun leven zullen ze worden beschermd tegen rampen en na de dood zullen ze naar de hemel gaan. 
In de Heianperiode (794 – 1185 AD) werden hōkyōintō gemaakt van verguld brons of hout, maar in de Kamakuraperiode werden meestal stenen pagodes gebruikt als grafmonumenten. 
De etage hierboven is de 'paraplu' (kasa 笠) of het dak (yane, 屋根), die bestaat uit een getrapte piramide met een vierkant grondvlak en met op vleugels gelijkende decoraties op elk van de vier hoeken van de dakranden (noki, 軒). De getrapte 'paraplu' kan aan de onderzijde gesneden lijstwerk hebben. 
Hierboven staat als een soort afsluiting een omgekeerde komvorm (fukubachi), die een ring van lotusbloemblaadjes (ukebana) ondersteunt. Hierop staat de sōrin. De sōrin wordt gevormd door negen ringen (kurin), die een andere lotus bloembladring ondersteunt en ten slotte de hōju, een bol- of ui-vormige decoratie. 
Het platform zelf of kiso is soms versierd met een bebladerde vorm (kaeribana), dat lijkt op een zijaanzicht van een lijst, terwijl de onderste helft lijkt op de omtrek van een kom.
| Hōkyōintō |
| --- |
| - Hōkyōintō in Hosenji-tempel in Kurume, Fukuoka - Hōkyōintō in Koshu-ji - Mizumadera hōkyōintō - Twee hōkyōintō met Boeddha-reliëfs - Hyakusai-ji (Higashiōmi, prefectuur Shiga) - Duo Bao-pagode van het Putuo-gebergte (Zhoushan) - Bronzen hōkyōintō - Sensoji tempel, Asakusa, Tōkyō - Putuoshan Pagoda - Baoyue Sealed Pagoda "Moonlight Bodhisattva Tower" in het midden van het bruglichaam van Luoyang Bridge, Hui'an County, Quanzhou, provincie Fujian |

Aoishitōba · 
Bantōba · 
Buttō · 
Daitō · 
Gorintō · 
Hiratōba · 
Hōkyōintō · 
Hōtō · 
Hyakumantō · 
Ishitō · 
Itabi · 
Itabō · Itatōba · 
Kaisantō · 
Kasatōba · 
Kunisakitō · 
Mokutō · 
Muhōtō · 
Pantōba · Pantapō · 
Rantō · 
Sekitō · 
Sōrintō · 
Sōtō · 
Sotōba · 
Tahōtō · 
Tajūtō · Tasōtō · 
Tō · Tōba · 
Yugitō